# Robin tom Rink
Robin tom Rink, né le 19 janvier 1982 à Münster, est un auteur-compositeur-interprète et poèteallemand.

## Discographie
- The Dilettante (2009, Viva Hate/Cargo Records)[2]
- Planet, Planet. (2009, KlimBim/Cargo Records) avec le groupe Elyjah[3]
- Thoughts from the Lighthouse (2010, Viva Hate/Cargo Records)
- The Shorelines-Live (2012)
- The Small Hours (2017, Indigo Records)[4]
- I'm afraid of shards (2024, Poly Unique Records)

## Compilations
- New Noises 95 (Rolling Stone)[5]
- All Areas 105 (Visions Magazine)[6]

## Livres
- Lyrics (poésie), 2017; 9783950430813
- Waldmeder (poésie), 2021; 9783950430882